# Onorio Belli

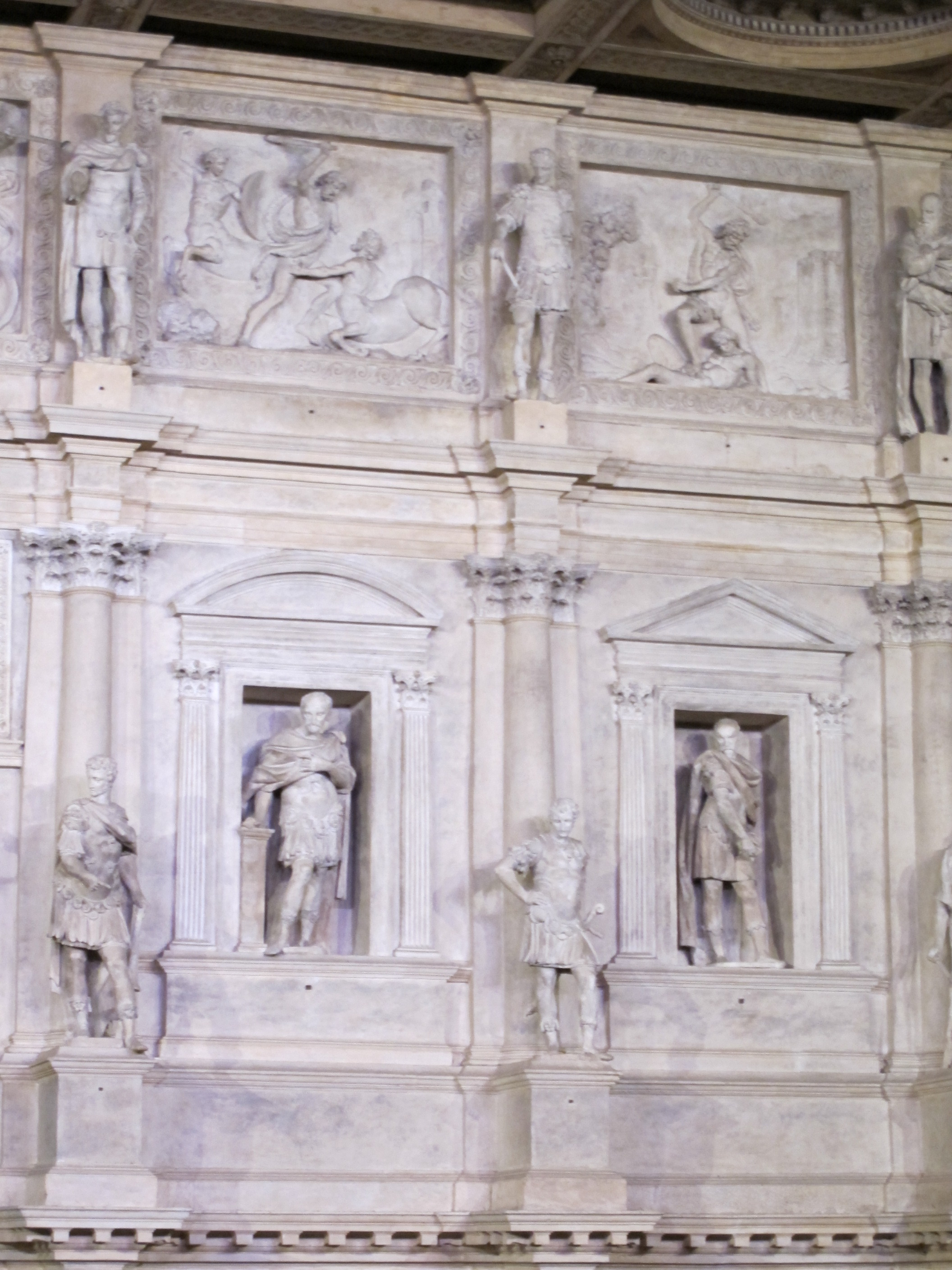
Bellis Statue im Teatro Olimpico (oben Mitte)

Onorio Belli, auch Honorius Bellus (* Mitte 16. Jahrhundert in Vicenza, Republik Venedig; † Anfang 1604 ebenda), war ein italienischer Arzt und Botaniker der Spätrenaissance.

## Leben und Wirken
Belli wurde Mitte des 16. Jahrhunderts als Sohn des Arztes Elio Belli in Vicenza geboren und war der Enkel des Gemmenschneiders Valerio Belli. Er studierte Medizin, Architektur und Botanik an der Universität Padua. Belli war vermutlich ein Schüler Melchior Wielands. 1579 wurde er Mitglied der Accademia Olimpica. 1583 begleitete er den neuen Provveditore Alvise Antonio Grimani nach Kreta. Dort widmete er sich in seiner Freizeit der Erforschung der Flora und den archäologischen Stätten der Insel. Prospero Alpini unterstützte ihn beim Studium der Pflanzen. Belli stand mit Melchior Wieland, Giacomo Antonio Cortusi, Giorgio Pona, Charles de l’Écluse und den Brüdern Johann Bauhin und Caspar Bauhin in Kontakt. Belli beschrieb insgesamt 85 Arten, von denen jedoch nur 71 identifiziert werden konnten.
Bei seinen archäologischen Erforschungen gelangte Belli unter anderem nach Leben, Lyktos und Rethymno. Er vermaß die Ruinen von sieben antiken Theatern, fertigte Zeichnungen von Statuen an und sammelte antike Inschriften. Er war der erste der Knossos beschrieb und die Stadt Candia mit dem antiken Heraklion gleichsetzte. 1592/93 ging er nach Italien und besuchte Venedig und Padua. Im September 1593 begab er sich nach Kefalonia und kehrte dann nach Kreta zurück. Am 2. April 1597 starb dort seine Frau. Er heiratete erneut und hatte mit seiner zweiten Frau Laura drei Kinder. 1599 verließ Belli endgültig Kreta und verbrachte den Rest seines Lebens in seiner Heimatstadt Vicenza, bis er Anfang 1604 starb.
Bereits 1589 hatte man zu Bellis Ehren eine Statue von ihm in der obersten Reihe des Proszenium des Teatro Olimpico errichtet. Der Verbleib seiner Handschriften zu seinen Forschungen auf Kreta in zwei Teilen konnte bis ins 18. Jahrhundert verfolgt werden. Ob sie heute noch existieren und wo sie sich befindet, ist unbekannt.